# 마카베오 전쟁
마카베오 전쟁 또는 마카베오 반란(Maccabean Revolt, 히브리어: אחד אחשMONונאים)은 마카베오 왕조가 셀레우코스 제국과 유대인 생활에 끼친 헬레니즘 영향에 대항하여 주도한 유대인 반란이다. 이 반란의 주요 단계는 기원전 167년부터 160년까지 지속되어 셀레우코스 왕조가 유대를 장악하면서 끝났지만, 마카베오 왕조, 그리스화된 유대인, 셀레우코스 왕조 사이의 갈등은 기원전 134년까지 계속되었고, 마카베 왕조는 결국 독립을 쟁취했다.
셀레우코스 왕조의 안티오코스 4세 에피파네스는 기원전 168년에 유대교에 대한 대규모 탄압 캠페인을 시작했다. 그렇게 한 이유는 분명치 않으나, 유대 제사장들 사이의 내부 갈등을 왕이 본격적인 반란으로 착각한 것과 관련이 있는 것으로 보인다. 유대인의 관습은 금지되었고, 예루살렘은 셀레우코스 왕조의 직접적인 통제하에 놓이게 되었으며, 예루살렘의 제2성전은 혼합된 이교-유대교 숭배의 장소가 되었다. 이러한 탄압은 유다 마카베오와 그의 가족이 이끄는 유대인 전사 그룹이 기원전 167년에 반란을 일으키고 독립을 추구하면서 안티오코스 4세가 두려워했던 반란을 정확히 촉발시켰다. 반란군 전체는 마카베오파로 알려지게 되었으며, 그들의 행동은 나중에 마카베오상과 마카베오하에 기록된다.
이 반란은 유대 시골에서 게릴라 운동으로 시작되어 마을을 습격하고 셀레우코스의 직접적인 통제에서 멀리 떨어진 그리스 관리들을 위협했지만 결국 요새화된 셀레우코스 도시를 공격할 수 있는 적절한 군대를 개발했다. 기원전 164년에 마카베오 왕조는 예루살렘을 점령하여 초기에 상당한 승리를 거두었다. 이후 키슬레브월 25일에 성전을 정화하고 제단을 다시 봉헌하는 것이 하누카 축제의 근원이다. 셀레우코스 왕조는 결국 유대교를 금지하고 금지를 해제했지만, 셀레우코스 통치 하에서 단순히 유대인 관습을 재건하는 데 만족하지 않고 더욱 급진적인 마카베오 왕조는 계속해서 싸워 셀레우코스 왕조와의 직접적인 단절을 추진했다. 유다 마카베오는 기원전 160년 그리스 장군 바키데스(Bacchides)에 맞서 엘라사 전투(Battle of Elasa)에서 사망했고, 셀레우코스 왕조는 한동안 직접적인 지배권을 다시 확립했지만, 유다의 형제 요나단 마카베오 휘하의 마카베오 잔당들은 시골에서 계속 저항했다. 결국 셀레우코스 왕조 사이의 내부 분열과 제국의 다른 곳에서의 문제로 인해 마카비 왕조는 적절한 독립을 이룰 기회를 얻게 되었다. 기원전 141년에 시몬 타시는 예루살렘 성채에서 그리스인들을 추방하는 데 성공했다. 로마 공화국과의 동맹은 그들의 독립을 보장하는 데 도움이 되었다. 시몬은 계속해서 독립된 하슈모나이 왕국을 세웠다.
반란은 정치적 독립을 확립하고 정부의 반유대인 탄압에 저항하기 위한 성공적인 운동의 예로서 유대 민족주의에 큰 영향을 미쳤다.

## 같이 보기
- 제2성전기